# 네오니코티노이드
네오니코티노이드(Neonicotinoid)는 니코틴 분자를 활용한 니코틴계 살충제이다. 이 살충제는 1980년대에 쉘 석유사(Shell oil company)가 개발을 시작하였으며 바이엘사(Bayer ag.)가 완료했다. 기존에 사용하던 살충제보다 독성이 덜한 것으로 여겨져 사용하기 시작됐으며, 30년이 지난 지금까지도 사용이 이어지고 있다.

## 문제점
2013년 3월, American bird conservancy는 네오니코티노이드의 성분이 무척추동물들과 조류(새)에게 큰 영향을 미친다는 주장을 제시하였으며 사용 중지를 요구했다. 이로인해, 네오니코티노이드 성분을 공중에 분사하는 연무, 연막 방식의 살충제는 환경보호와 야생동물의 보호를 위해 사용이 지양되는 추세이다.

## 벌들의 떼죽음
2006년, 미국에서 30~90%의 꿀벌이 갑자기 떼죽음하는 상황이 벌어졌다. 이에 미국환경보호청이 양봉업자와 지속적농업자 연합에 농약의 벌에 대한 위험성 관련 정보 공개를 미룬 이유로 고소당했다. 이는 네오니코티노이드를 원료로 한 농약인 이미다클로프리드라에 의한 것으로 알려졌으나 바이엘사는 이를 농약의 부적합한 처리 때문이며 농약의 성분엔 문제가 없었다고 부인했다.

## 같이 보기
- 양서류 개체감소